# 서귀포우체국
서귀포우체국(西歸浦郵遞局)은 서귀포 지역의 우편서비스 및 우체국예금보험 관련 업무를 수행하는 제주지방우정청 소속 우체국이다.

## 기본 정보
- 주소: 제주특별자치도 서귀포시 신중로 34(강정동)
- 우편번호: 63566

## 연혁
- 1915년 1월 13일: 서귀포우편소 개소
- 1949년 11월 22일: 서귀포우체국 개칭
- 1965년 1월 16일: 사무관국으로 승격
- 1983년 1월 1일: 사무관국으로 직제 개편
- 1999년 5월 3일: 서귀포시 강정동 156번지로 신축 이전
- 2015년 4월 9일 : 서귀포하원동우편취급국 폐국[1]
- 2016년 7월 1일: 서귀포효돈동우체국, 서귀포예래우체국, 서귀포대륜우체국, 서귀포안성우체국, 안덕우체국 점심시간 휴무 실시[2]
- 2017년 6월 1일: 서귀포고성우체국 점심시간 휴무 실시[3]
- 2018년 10월 1일: 서귀포대륜우체국을 서귀포법환동우체국으로, 서귀포예래우체국을 서귀포예래동우체국으로 명칭 변경[4]
- 2018년 9월 17일: 서귀포중앙동우체국 근무 및 창구업무 취급시간 변경[5]
- 2018년 12월 1일: 표선우체국 점심시간 휴무 시행[6]
- 2020년 6월 1일 : 위미우체국 점심시간 휴무 시행[7]
- 2020년 8월 31일: 우편구역을 다음과 같이 고시[8]

| 배달국       | 배달구역           | 구역번호      |
| ------------ | ------------------ | ------------- |
| 서귀포우체국 | 서귀포시 동 전지역 | 63534 ~ 63606 |
| 모슬포우체국 | 대정읍             | 63500 ~ 63533 |
| 모슬포우체국 | 안덕면             | 63644         |
| 위미우체국   | 남원읍             | 63607 ~ 63621 |
| 성산포우체국 | 성산읍 · 표선면    | 63622 ~ 63643 |

- 2021년 2월 15일 : 성산포우체국 점심시간 휴무 실시[9]

## 관할 우체국
| 우체국명               | 사진 | 주소                                                  | 비고                                                              |
| ---------------------- | ---- | ----------------------------------------------------- | ----------------------------------------------------------------- |
| 모슬포우체국           |      | 제주특별자치도 서귀포시 대정읍 상모로 316             |                                                                   |
| 서귀포고성우체국       |      | 제주특별자치도 서귀포시 성산읍 서성일로 1253          | 점심시간 휴무 실시                                                |
| 서귀포법환동우체국     |      | 제주특별자치도 서귀포시 법환로 27-1 (법환동)          | 2018년 10월 1일 서귀포대륜우체국에서 명칭 변경 점심시간 휴무 실시 |
| 서귀포안성우체국       |      | 제주특별자치도 서귀포시 대정읍 추사로12번길 28        | 점심시간 휴무 실시                                                |
| 서귀포영천동우편취급국 |      | 제주특별자치도 서귀포시 토상로 3(토평동)              |                                                                   |
| 서귀포예래동우체국     |      | 제주특별자치도 서귀포시 하예로 58 (하예동)            | 2018년 10월 1일 서귀포예래우체국에서 명칭 변경 점심시간 휴무 실시 |
| 서귀포중문동우체국     |      | 제주특별자치도 서귀포시 천제연로 175 (중문동)         |                                                                   |
| 서귀포중앙동우체국     |      | 제주특별자치도 서귀포시 중정로 57 (서귀동)            |                                                                   |
| 서귀포하원동우편취급국 |      | 제주특별자치도 서귀포시 하원서로 20-4(하원동)         | 2015년 4월 9일 폐국                                               |
| 서귀포효돈동우체국     |      | 제주특별자치도 서귀포시 효돈로 160 (하효동)           | 점심시간 휴무 실시                                                |
| 성산포우체국           |      | 제주특별자치도 서귀포시 성산읍 성산중앙로 42          | 점심시간 휴무 실시                                                |
| 안덕우체국             |      | 제주특별자치도 서귀포시 안덕면 화순로 109             | 점심시간 휴무 실시                                                |
| 위미우체국             |      | 제주특별자치도 서귀포시 남원읍 태위로 139             | 점심시간 휴무 실시                                                |
| 제주남원우체국         |      | 제주특별자치도 서귀포시 남원읍 태위로 632             |                                                                   |
| 중문관광단지우편취급국 |      | 제주특별자치도 서귀포시 중문관광로110번길 15 (색달동) |                                                                   |
| 표선우체국             |      | 제주특별자치도 서귀포시 표선면 표선동서로 245         | 점심시간 휴무 실시                                                |

## 조직
- 경영지도실
- 우편물류과
- 소포영업과
- 영업과